# تشيشو ريو

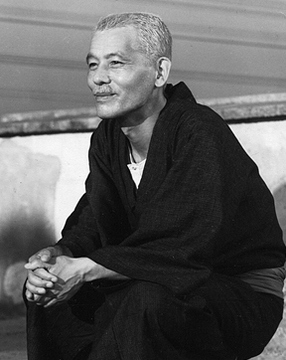
تشيشو ريو

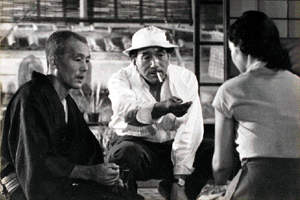
تشيشو ريو مع أوزو

تشيشو ريو (Chishū Ryū (笠 智 衆، 13 مايو 1904-16 مارس 1993) ممثل ياباني في مسيرة استمرت 65 عامًا، ظهر في عدد كبير من الإنتاجات السينمائية والتلفزيونية واشتهر بظهور مع المخرج الياباني الكبير ياسجيرو أوزو.

## النشأة
وُلد ريو في قرية تاماميزو، مقاطعة تامانا، وهي منطقة ريفية بمحافظة كوماموتو في كيوشو، وهي أقصى جزر اليابان الأربع الرئيسية جنوبًا وغربًا. كان والده كبير كهنة، وهو من معبد تابع لمدرسة هانجانجي لبوذية الأرض الصافية. التحق ريو بمدرسة القرية الابتدائية ومدرسة إعدادية بالمحافظة قبل الالتحاق بقسم الفلسفة والأخلاق الهندية في جامعة تويو لدراسة البوذية. كان والديه يأملان في أن يخلف والده ككاهن في رايشوجي، لكن ريو لم تكن لديه رغبة في القيام بذلك وفي عام 1925 ترك الجامعة والتحق بأكاديمية التمثيل في استديوهات شوتشيكو كاماتا التابعة لشركة الأفلام السينمائية. بعد ذلك بوقت قصير، توفي والده وعاد ريو إلى منزله لتولي دور الكاهن. ومع ذلك، في غضون نصف عام أو نحو ذلك، نقل المكتب إلى أخيه الأكبر وعاد إلى كاماتا.

## عمله
لنحو عشر سنوات، كان محصوراً في الأجزاء العادية والأدوار الثانوية، والتي غالباً ما تكون غير معترف بها. خلال هذا الوقت ظهر في أربعة عشر فيلمًا من إخراج ياسوجيرو أوزو، بدءًا من الكوميديا الجامعية أحلام الشباب (1928). كان أول جزء كبير له في College is a Nice Place (1936) وقد ترك بصمته كممثل في فيلم أوزو The Only Son (أيضًا 1936)، حيث لعب دور مدرس فاشل في منتصف العمر على الرغم من حقيقة أنه كان كذلك 32 فقط. كان هذا هو دوره المتميز، وبدأ الآن في الحصول على أجزاء رئيسية في أفلام المخرجين الآخرين. لعب لأول مرة زمام المبادرة في توراييرو سايتو الصورة Aogeba tōtoshi 1937). كان دوره الرائد الأول في فيلم أوزو في فيلم There Was a Father (1942). كان هذا دور «كبير السن»: لعب دور والد شوجي سانو، الذي كان يصغره بسبع سنوات فقط. لقد كان الآن الممثل المفضل لأوزو بلا شك. كان له دور (لم يكن دائمًا دور البطولة) في كل فيلم من أفلام أوزو بعد الحرب، من Record of a Tenement Gentleman (1947) إلى يوم خريف بعد الظهر (1962). لعب دور «كبار السن» الأكثر شهرة له في قصة طوكيو (1953).
ظهر ريو في أكثر من 100 فيلم لمخرجين آخرين. وكان في كيسوكي كينوشيتا الصورة أربعة وعشرون عيون (1954) والحرب هون رئيس الوزراء كانتارو سوزوكي في كيهاشي أوكاموتو الصورة اليوم أطول اليابان (1967). من عام 1969 حتى وفاته في عام 1993، لعب دور كاهن بوذي شرير ولكنه محبب في أكثر من أربعين من المسلسل المشهور للغاية إنه صعب أن يكون رجلًا (أوتوكو وا تسوراي يو) بطولة كيوشي أتسومي باعتباره المتجول / المحتال المحبوب تورا سان. ساخر ريو هذا الدور في جوزو إيتامي الكوميديا الصورة الجنازة (1984). كان آخر فيلم لـ ريو من الصعب أن تكون.
بين عامي 1965 و 1989 ظهر في حوالي 90 إنتاجًا تلفزيونيًا.

## أهم خمسة أعمال له
قصة طوكيو لأوزو
أواخر الربيع لأوزو
صباح الخير لأوزو
بعد ظهر الخريف لأوزو
أوائل الصيف لأوزو

## وصلات خارجية
تشيشو ريو على imdb